# Atteria (chi bướm)
Atteria là một chi bướm đêm thuộc phân họ Tortricinae của họ Tortricidae.

## Các loài
- Atteria docima Druce, 1912
- Atteria drucei Walsingham, 1914
- Atteria pavimentata Meyrick, 1913
- Atteria strigicinctana Walker, 1863
- Atteria transversana (Walker, 1863)